# مردی که زیاد می‌دانست (فیلم ۱۹۳۴)
مردی که زیاد می‌دانست (به انگلیسی: The man who knew Too much) نام فیلمی است در ژانر دلهره آور، جنایی و جاسوسی که در سال ۱۹۳۴ توسط آلفرد هیچکاک ساخته شد. از پخته ترین آثار انگلیسی استاد که نشان گر موقعیتی کاملا هیچکاکی و تکرار شونده در فیلم های بعدی اوست: قربانی بی گناه، یک باره و ناخواسته در دام شرایطی پیچیده می افتد که ظاهرا راه گریزی ندارد. خود هیچکاک فیلم را در ۱۹۵۵ به صورت رنگی در آمریکا بازسازی کرد. 

## داستان فیلم

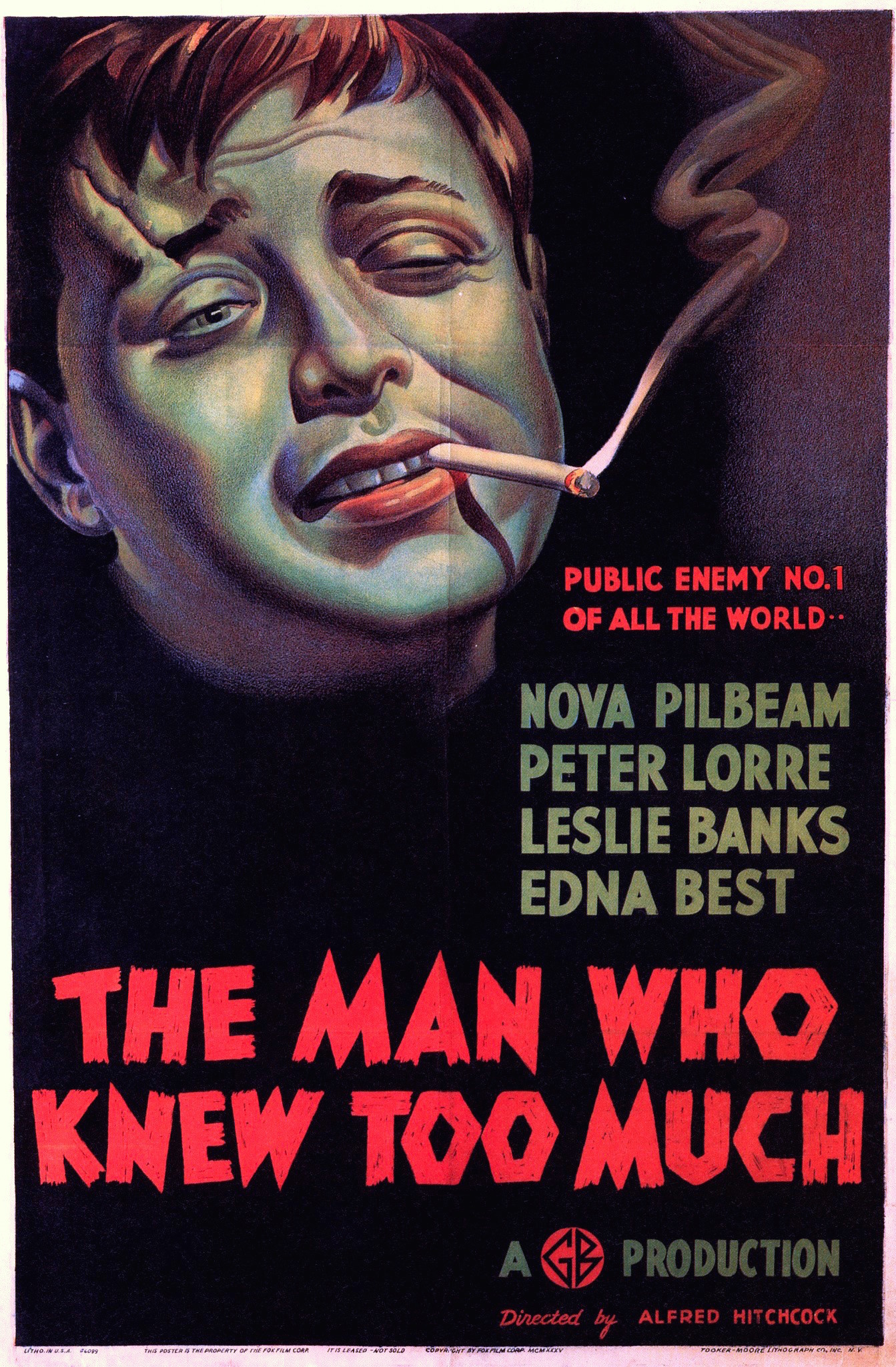
پوستر فیلم سینمایی مردی که زیاد می دانست ۱۹۳۵

باب و جیل لارنس به همراه دخترشان بتی از انگلستان برای گذراندن تعطیلات به کشور سویس می‌روند. در آنجا با مردی به نام لوییس برنارد آشنا می‌شوند که در هتل آنها ساکن است. در یک بعد از ظهر در حالی که جیل و لوییس برنارد در حال رقصیدن هستند؛ لوییس برنارد ترور می‌شود. قبل از مرگ لوییس برنارد به جیل و باب اطلاعاتی می‌دهد تا آنها کنسولگری انگلستان را مطلع کنند. در این هنگام آبوت (پیتر لوره) برای ساکت نگه داشتن باب و جیل، بتی را می‌دزدد و این دو را مجبور به سکوت می‌کند. باب و جیل که فایده‌ای در مطلع ساختن پلیس نمی‌بینند به لندن بازمی‌گردند و در آنجا متوجه می‌شوند اطلاعاتی که برنارد به آنها داده، در مورد تروریست‌هایی است که قصد دارند سفیر یکی از کشورهای اروپایی را در جریان کنسرتی در سالن رویال آلبرت هال لندن ترور کنند. جیل با رفتن به کنسرت درست در لحظه‌ای که یک نفر قصد تیراندازی به سمت سفیر را می‌کند با جیغ کشیدن مردم را متوجه این فرد می‌کند و تلاش برای قتل سفیر ناکام می‌ماند. در نهایت با کشته شدن آدمکشان توسط پلیس؛ آبوت لحظاتی پیش از دستگیر شدن خودکشی می‌کند و بتی نجات پیدا می‌کند.

## بازیگران
- لسلی بنکز در نقش Bob
- ادنا بست در نقش Jill
- پیتر لوره در نقش Abbott
- فرانک ووسپر در نقش Ramon
- هیو ویکفیلد در نقش Clive
- نووا پیلبیم در نقش Betty Lawrence
- پیر فرنه در نقش Louis
- سیسلی اوتس در نقش Nurse Agnes
- بی.ای. کلارک اسمیت در نقش Binstead
- جورج کورزون در نقش Gibson